# Lonja de Albacete

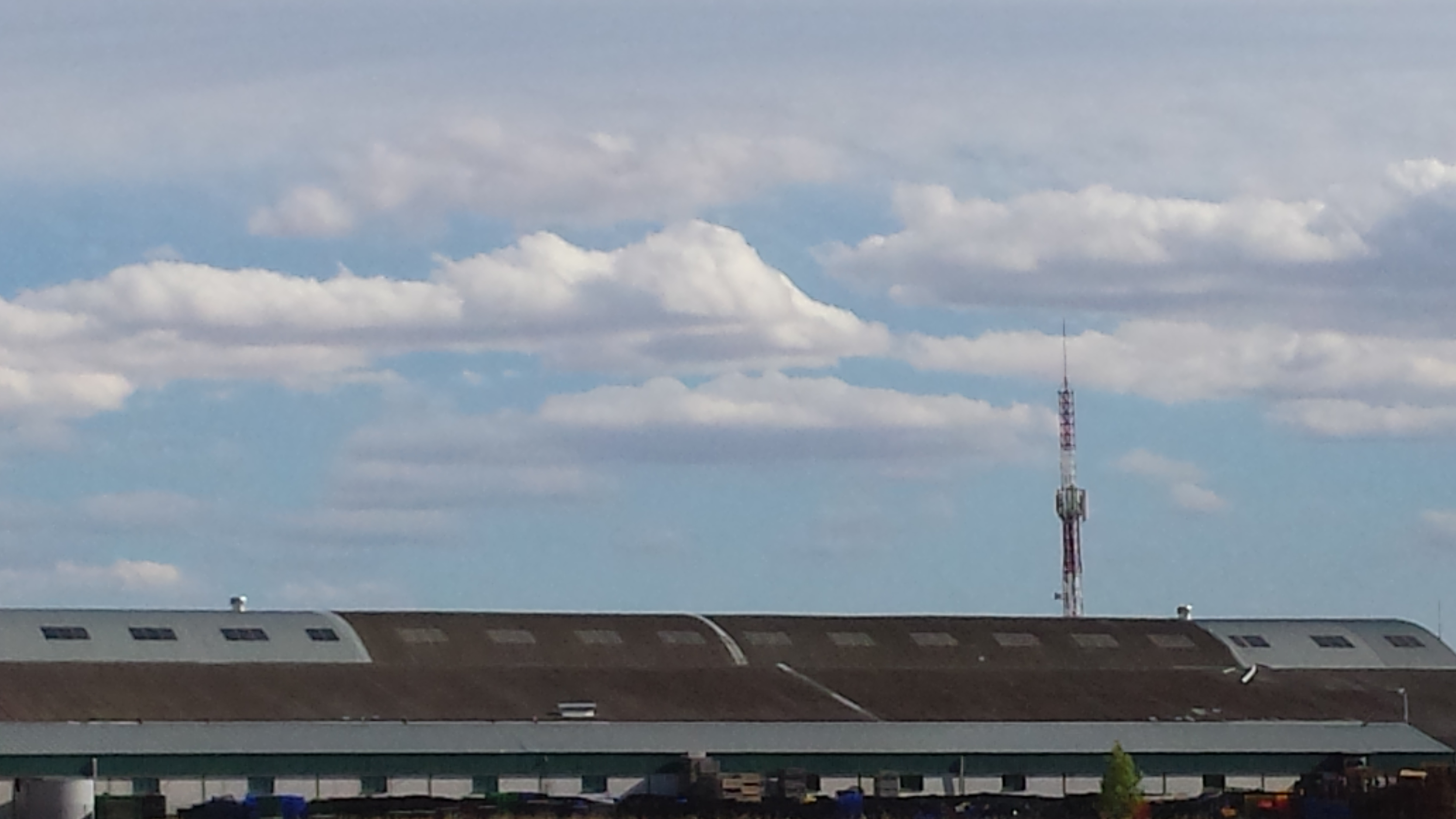
Vista lateral de la Lonja de Albacete

La Lonja de Albacete o Lonja de La Mancha es un gran mercado mayorista situado en la ciudad española de Albacete.
Está dedicada a la venta al por mayor de gran variedad de productos alimentarios como frutas, hortalizas, verduras, coloniales o pescado. De propiedad municipal, es gestionada por el Instituto Técnico Agronómico Provincial de Albacete (ITAP). Forma parte de la Asociación Española de Lonjas y Mercados de Origen (AELMO). Está situada en el barrio Huerta de Monroy, al sur de la capital albaceteña.
Constituye un centro de abastecimiento masivo del comercio minorista, y actúa como un centro informativo de precios para los principales productos agropecuarios de la zona. Su historia se remonta a 1977, y su área de influencia se extiende más allá de los límites provinciales y regionales, puesto que es una de las principales lonjas del país, especialmente referente en productos como el vino, el sector ovino y en cereales, leguminosas y oleaginosas. Ha sido Mercado Testigo Nacional para la Unión Europea en el sector ovino.
En el interior de la lonja se encuentran dos edificios: la lonja de frutas y verduras y la lonja de pescados. El horario de la lonja de frutas es desde las 4:30 horas hasta las 13:00 horas y el de la lonja de pescados desde las 5:30 horas hasta las 13:00 horas.